# Liwki Szlacheckie
Liwki Szlacheckie (pronunciación en polaco: /ˈlifkʲi ʂlaˈxɛtskʲɛ/) es un pueblo ubicado en el distrito administrativo de Gmina Huszlew, dentro del Distrito de Łosice, Voivodato de Mazovia, en el este de Polonia central. Se encuentra aproximadamente a 3 kilómetros al oeste de Huszlew, a 11 kilómetros al sureste de Łosice, y a 124 kilómetros al este de Varsovia.